# 池田稔
池田 稔（いけだ みのる、1876年（明治9年）1月4日 - 没年不明）は、日本の建築家。正七位勲六等。工学士。

## 経歴
松本藩士、池田義重の長男として生まれる。1902年（明治35年）、東京帝国大学工科大学（現東京大学工学部）建築学科卒業。同年東宮御所御造営厨設計課勤務を嘱託される。1905年（明治38年）には日露戦争に陸軍歩兵少尉として出征するが、同年再び勤務し、1906年（明治39年）農商務省に入省、技師となる。1909年（明治42年）アメリカ合衆国差遣。
1911年（明治44年）10月、一般の新聞ならびに建築雑誌などにおいて懸賞募集が広告された三菱本館のコンペティションに応募し、2等に選出される。また同年には設計を手がけた横浜市役所庁舎が竣工している。同年12月家督相続。1914年（大正3年）池田稔事務所設立。同年には建長寺（鎌倉市）の建築及修繕工事に際して設計図を作成した。1914年設立の全国建築士会（翌年に日本建築士会に改称）結成に参加し、発起人となる。東京建設信用組合監事でもあった。明治神宮外苑造営のコンペにも参加、優等に選ばれた。高層ビル、博覧会会場、都市計画、一般住宅の設計に携わった。
東京府士族。号は和花蘭。趣味は絵画。妻と4人の息子あり。